# Cap de maça de Narmer
El Cap de maça de Narmer és el cap decorat d'una maça de pedra calcària de l'antic Egipte. Es va trobar el 1898 a l'anomenat "dipòsit principal" de la zona del temple de l'antiga ciutat egípcia de Nekhen (Hierakonpolis), durant la campanya d'excavacions dirigides per l'egiptòleg britànic James Quibell. L'objecte s'ha datat al regnat del rei Narmer (c. segle XXXI aC), el serekh del qual hi està gravat. El cap de maça es conserva avui a l'Ashmolean Museum d'Oxford.

## Interpretació

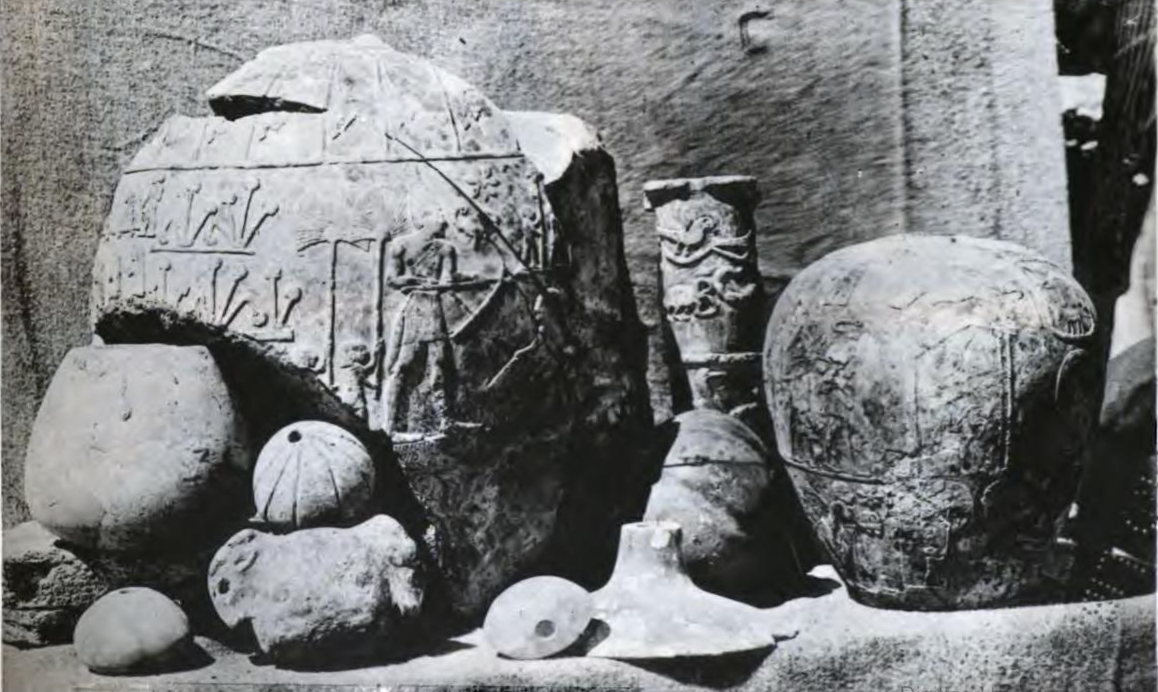
El cap de maça de Narmer (dreta) en el moment del descobriment a Hierakonpolis.

El cap de maça de Narmer està millor conservat que el cap de maça del rei Escorpí i ha tingut diverses interpretacions. Una opinió és que, pel que fa a la Paleta de Narmer, els esdeveniments que s'hi representen registren l'any en què es va fabricar i es va presentar al temple, un costum que es coneix per altres troballes a Hierakonpolis. Una teoria, doncs, sostinguda per alguns erudits, com Petrie i Walter Emery, és que el cap de maça commemora una gran ocasió com el festival Heb Sed de Narmer o el matrimoni amb la reina Neith-hotep.

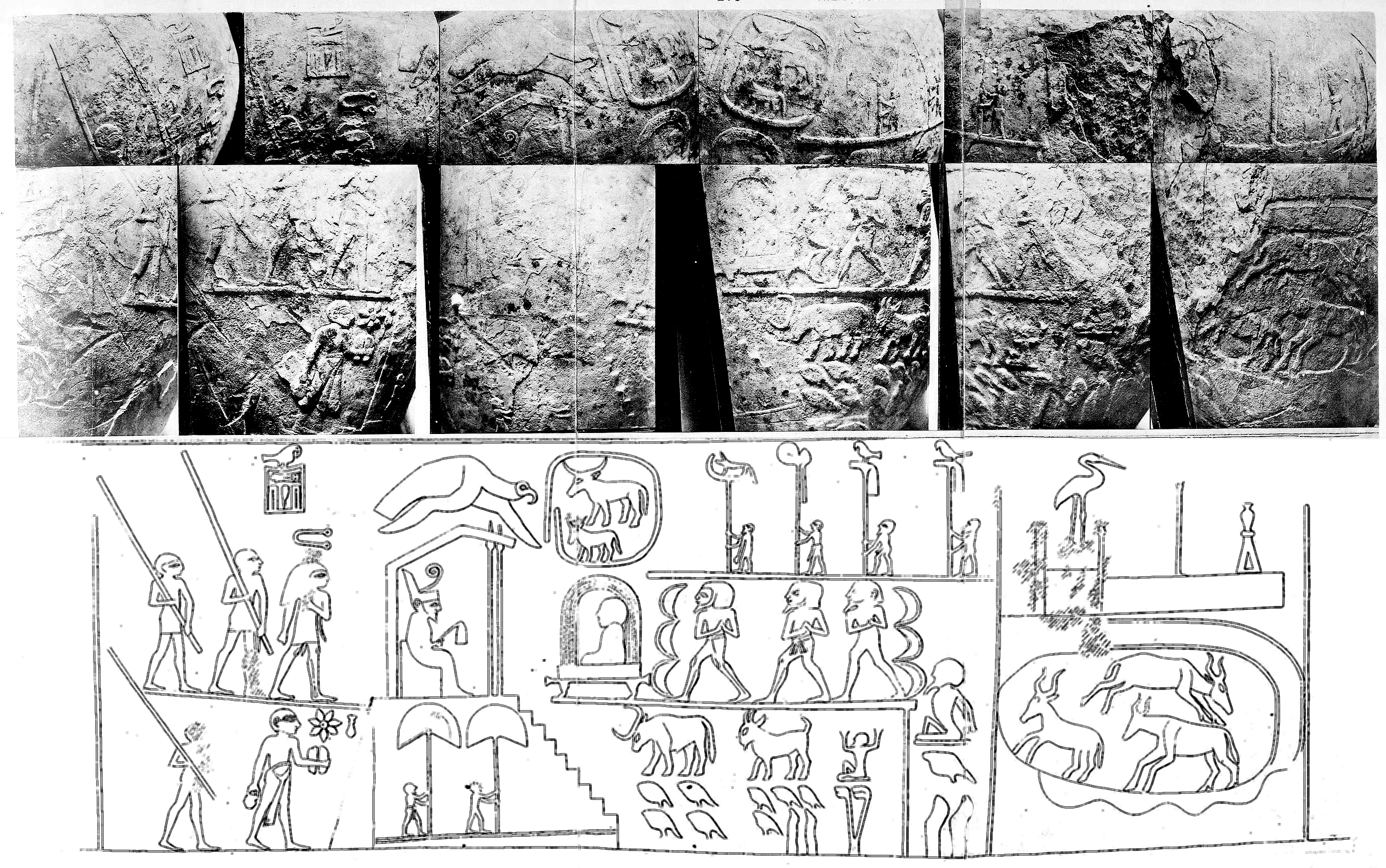
Il·lustracions de la maça.

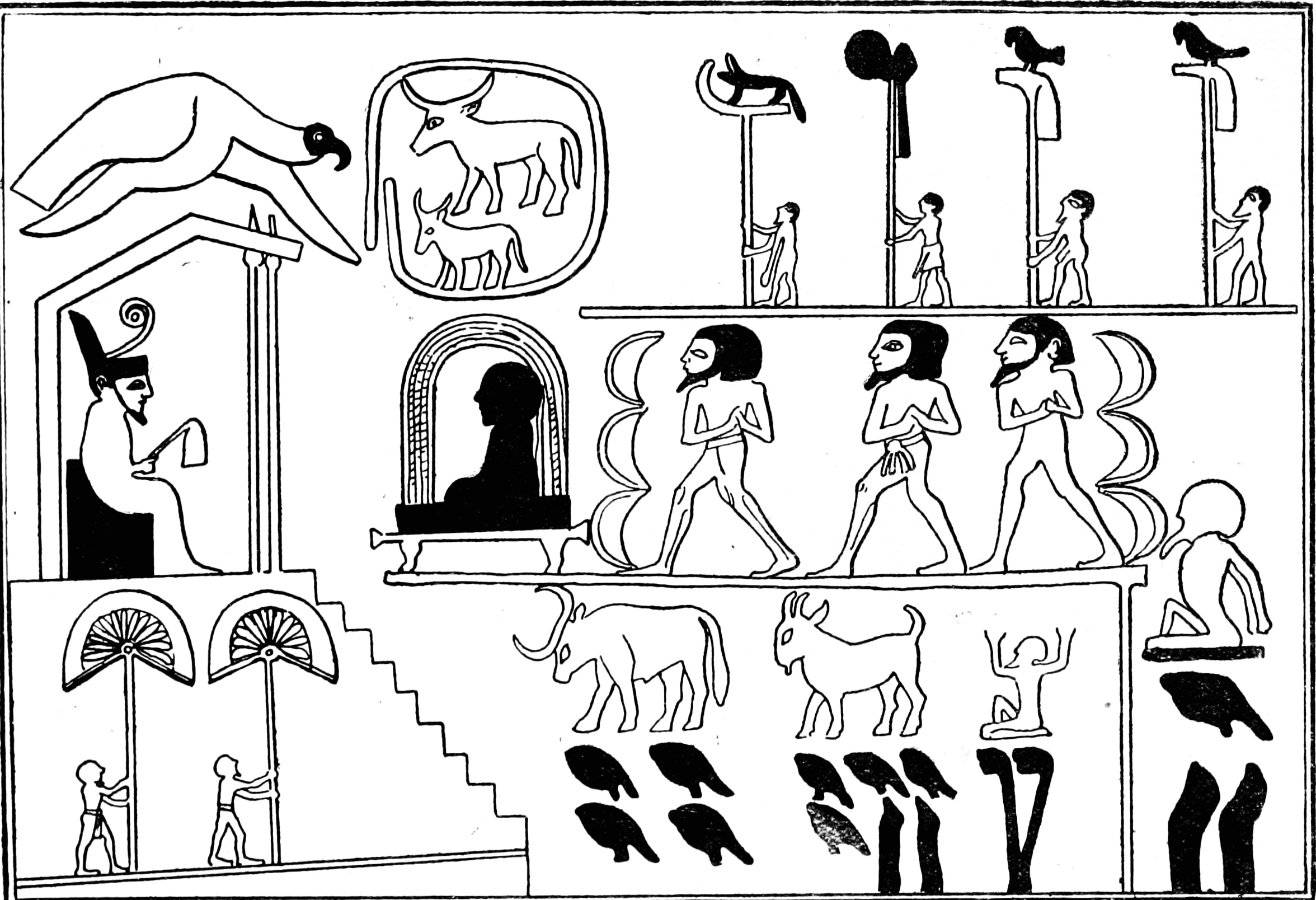
Detall del disseny. S'hi mostren captius presentats al faraó Narmer entronitzat en un templet. L'escena representa una cerimònia en què els captius i el botí es presenten al rei Narmer, que està entronitzat sota un dosser en una plataforma esglaonada. Porta la corona vermella del Baix Egipte i està embolicat amb una capa llarga. A l'esquerra, el nom de Narmer està escrit dins d'una representació de la façana del palau (el serekh) coronada per un falcó. A la part inferior hi ha un registre del saqueig d'animals i humans; 400.000 boví, 1.422.000 cabres i 120.000 captius.

### Motius
Al costat esquerre hi ha un rei assegut sota un dosser sobre una tarima; porta la Corona Vermella (deshret) i està cobert amb una tela o capa llarga. El rei sosté un martell i damunt del dosser hi ha un voltor, possiblement la deessa local Nekhbet, que vola amb les ales desplegades. Nekhen, o Hierakonpolis, va ser un dels quatre centres de poder de l'Alt Egipte que van precedir la seva consolidació al final del període Naqada III. La importància religiosa d'Hierakònpolis va continuar molt després que el seu paper polític hagués disminuït. Directament davant del rei hi ha una altra tarima, o possiblement una llitera, sobre la qual s'hi asseu una figura amb capa de cara cap a ell. Aquesta figura s'ha interpretat com a una princesa que es presenta al rei per casar-se, el fill del rei o una divinitat. L'estrada està coberta per una estructura en forma d'arc i darrere hi ha tres registres. Al registre del centre, els assistents caminen o corren darrere de la tarima. Al registre superior hi ha un recinte, amb el que sembla una vaca i un vedell; podria simbolitzar el nom de Theb-ka, o la deessa Hathor i el seu fill Horus, deïtats associades amb la reialesa des dels temps més antics. Darrere del recinte, quatre abanderats s'acosten al tron. Al registre inferior, davant dels ventalls, hi ha un recull d'ofrenes.
A la part central del cap de maça, darrere del tron amb el rei assegut, hi ha una figura igual que el suposat portador de sandàlies de la paleta de Narmer, igualment amb el signe de la roseta sobre el seu cap. El segueix un home que porta un pal llarg. Damunt seu caminen tres homes, dos d'ells també portant pals llargs. El serekh que mostra el nom de Narmer es pot veure a sobre d'aquests homes.
El camp superior, situat a la dreta del camp central, mostra un edifici, potser un santuari, amb una garsa enfilada al terrat. A sota d'aquest edifici hi ha un recinte que mostra tres animals, probablement antílops. S'ha suggerit que això podria significar l'antiga ciutat de Buto, l'indret on podrien haver tingut lloc els esdeveniments descrits al cap de maça.